# Алексино (Брянская область)
Алексино — посёлок в Дубровском районе Брянской области, в составе Пеклинского сельского поселения. Расположен в 4 км к юго-западу от железнодорожной станции Олсуфьево. Постоянное население с 2004 года отсутствует.
Основан в 1910-х гг. в составе Салынской волости Брянского уезда; с 1924 в Дубровской волости, Дубровском районе (с 1929). До 1954 входил в Берестокский сельсовет, в 1954—1971 в Салынском сельсовете.
| Годы      | 1926 | 1979 | 1989 | 2002 | 2010 |
| --------- | ---- | ---- | ---- | ---- | ---- |
| Население | 135  | 32   | 4    | 0    | 0    |